# Mecanismos de inestabilidad controlados por esfuerzos
Se trata de fenómenos de fracturamiento y desprendimiento de roca de diversa magnitud, debido a la acumulación y liberación de energía al interior de una labor minera subterránea. Se presentan en un macizo rocoso competente de comportamiento frágil, con una alta resistencia de la matriz rocosa y sometido a altos esfuerzos. Este ambiente tiende a presentarse generalmente a grandes profundidades. En términos simples, estos mecanismos de inestabilidad ocurren debido a que las rocas competentes son capaces de acumular grandes cantidades de energía y dado su comportamiento frágil no se deforma, sino que ocurre una liberación abrupta de energía a través de la propagación de fracturas pre-existentes en el macizo o la creación de nuevas. Dependiendo la magnitud de energía liberada pueden ocurrir fenómenos en la galería que van desde oír ruidos, lajamiento (Slabing) o agrietamiento del macizo rocoso, proyección de roca a velocidades bajas o Popping hasta la proyección a gran velocidad de grandes masas de roca o Rockburst.
Se define como Gradiente de Deformación a la línea imaginaria perpendicular al Esfuerzo principal σ1 y paralelo a σ3. Los distintos tipos de mecanismos de inestabilidad controlado por esfuerzos se presentan en la zona cercana a la intersección de la galería con la gradiente. 

## Parámetros que favorecen la ocurrencia
Entre los parámetros incontrolables que favorecen la ocurrencia de los mecanismos de inestabilidad controlados por esfuerzos se considera el campo de esfuerzos in situ, la litología del macizo, las propiedades geomecánicas de rocas, estructuras geológicas (vetillas, grietas, fallas, alteraciones). 

## Tipos de Mecanismos

### Ruido

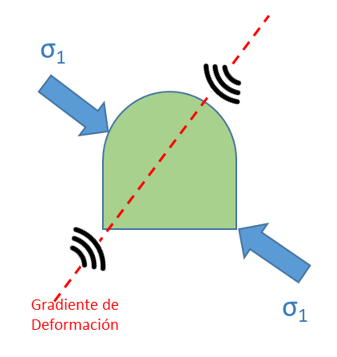
Ruido en labor subterránea.

Se trata del fenómeno que libera menor cantidad de energía de los mecanismos de inestabilidad controlado por esfuerzos. Son los sonidos o crujidos generados en interior mina producto del fracturamiento o propagación de las fracturas ya existentes en la matriz rocosa. Este evento es el primer indicador de que la galería o labor minera se encuentran en un ambiente de altos esfuerzos. 

### Lajamiento

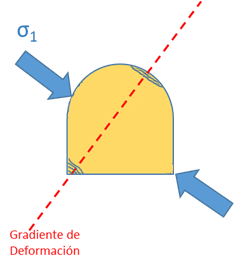
Lajamiento o Slabing es el agrietamiento del macizo rocoso, con posibles desprendimientos de roca producto de la gravedad.

El Slabing o Lajamiento son fracturas y discontinuidades en la matriz rocosa, que producen desprendimientos sin proyección de rocas. Es similar al evento anterior, pero se diferencia en que la roca es capaz de concentrar más cantidad de energía, y es por eso que al momento de liberarla produce un lajamiento o agrietamiento del macizo rocoso.

### Popping

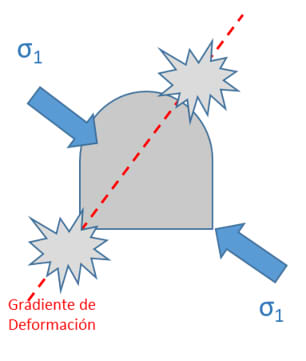
El Popping es la proyección de masa rocosa con velocidad.

Este mecanismo de inestabilidad está asociado a esfuerzos aún mayores, por lo que a diferencia de los eventos anteriores, el Popping se caracteriza por la proyección de masa rocosa con velocidad. Se trataría del orden de kilogramos de roca proyectada producto de este fenómeno. Se cuenta con un alto nivel de incertidumbre en su ocurrencia.

### Estallido de Rocas

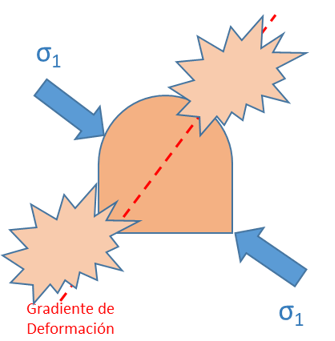
Proyección de roca de manera violenta y espontánea a gran velocidad.

El Rockburst o Estallido de rocas es el fenómeno más peligroso entre sus tipos, ya que involucra una gran liberación de energía de manera abrupta. Al igual que el Popping, este evento cuenta con un alto nivel de incertidumbre en su ocurrencia. De ocurrir, no existe sistema de fortificación ni soporte que lo resista ya que se proyecta material rocoso cuantificado en el orden de toneladas de roca a gran velocidad, desde la gradiente de deformación.
Ejemplo de este evento es el ocurrido en Mina Chilena El Teniente, perteneciente a CODELCO. En esta mina, a lo largo de su historia, se han presentado diversos casos de altas concentraciones de esfuerzos con consecuencias de estallido de rocas. Uno de los más importantes fue el ocurrido el 29 de mayo de 1991, en el nivel sub-6, el cual paralizó por completo las operaciones que se encontraban en dicho sector, debido a la envergadura de dicho evento, el cual daño toda la infraestructura circundante al evento.

## Cómo estudiarlos y evitarlos
Debido al alto grado de incertidumbre asociado a estos eventos, ya que no presentan un comportamiento definido antes de manifestarse, los mecanismos de inestabilidad controlados por esfuerzos se mitigan desde el punto de vista del diseño minero, dando un gran aporte en la disminución del riesgo de estallido de rocas al definir criterios geotécnicos para la explotación del yacimiento; y a través de una buena gestión en la operación en cuanto a soporte y fortificación, por ejemplo, la utilización de pernos dinámicos, los cuales son capaces de absorber cargas dinámicas y estáticas de grandes magnitudes, sin perder su capacidad de sostenimiento. También, desde el punto de vista operacional, podemos producir un fracturamiento adicional, ya sea este un fracturamiento hidráulico, el cual consiste en inyectar agua a elevadas presiones al macizo rocoso, con el fin de expandir fracturas preexistentes, o bien un fracturamiento dinámico, el cual se realiza mediante perforación y tronadura. En ambos casos, se realizan para reducir el stress en los sectores de potencial riesgo. Por lo tanto, es importante cuantificar algunos parámetros que inciden en la ocurrencia de estos fenómenos. Por ejemplo, se necesita conocer el campo de esfuerzos in situ, instrumentación esfuerzo-deformación y sísmica para evaluar el comportamiento del macizo rocoso, modelos numéricos para simular diseños en roca, así como también será necesario el apoyo geológico, en lo referente a mapeos geológicos estructurales, caracterización de las rocas, entre otros. Algunas de las técnicas utilizadas para obtener estos datos son Celdas Hollow Inclusion o Monitoreo microsísmico a través de geófonos.

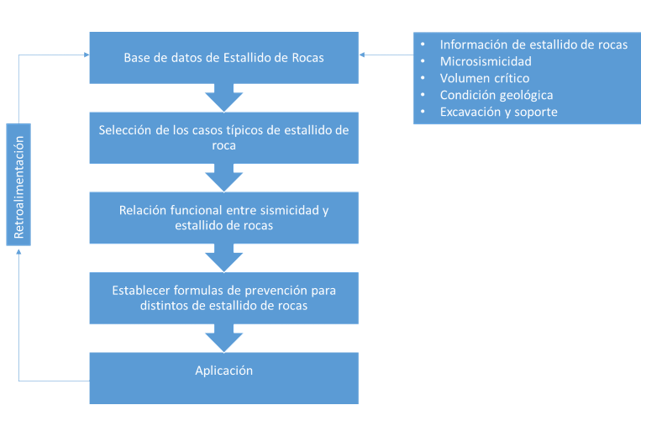
Proceso de retroalimentación para el control de Estallido de rocas.

Con respecto a los modelos numéricos, para analizar la estabilidad en estructuras rocosas es posible trabajar con un Método de Elementos Finitos o el Método de Elementos de Contorno. La técnica consiste en representar las características del medio, estado de esfuerzos, forma y dimensiones de aberturas subterráneas que se desean analizar y secuencia de hundimiento.
Para efectos de una simulación, existen varios tipos de softwares que permiten resolver problemas de estabilidad en estructuras subterráneas, tal como Examine3D de RocScience.